# Dellach im Drautal
Pour les articles homonymes, voir Dellach.
Dellach im Drautal est une commune autrichienne du district de Spittal an der Drau en Carinthie.